# Hatamus gressittii
Hatamus gressittii är en skalbaggsart som beskrevs av S. Endrödi 1971. Hatamus gressittii ingår i släktet Hatamus och familjen Dynastidae. Inga underarter finns listade i Catalogue of Life.